# Mukim di Sengkurong
Sengkurong è un mukim del Brunei situato nel Distretto di Brunei-Muara con 31.549 abitanti al censimento del 2011.

## Geografia antropica

### Suddivisioni amministrative
Il mukim è suddiviso in 12 villaggi (kapong in malese):
Sengkurong 'A', Sengkurong 'B', Tagap, Selayun, Sungai Tampoi, Mulaut, Tanjong Nangka, Kulapis, Katimahar, Lugu, Jerudong, Bukit Bunga.